# Затемнення Мурсілі
38°30′ пн. ш. 17°00′ сх. д. / 38.5° пн. ш. 17° сх. д.
 Зате́мнення Мурсі́лі — сонячне затемнення, яке спостерігалося в XIV столітті до н. е. на території Хетського царства в правління царя Мурсілі II.

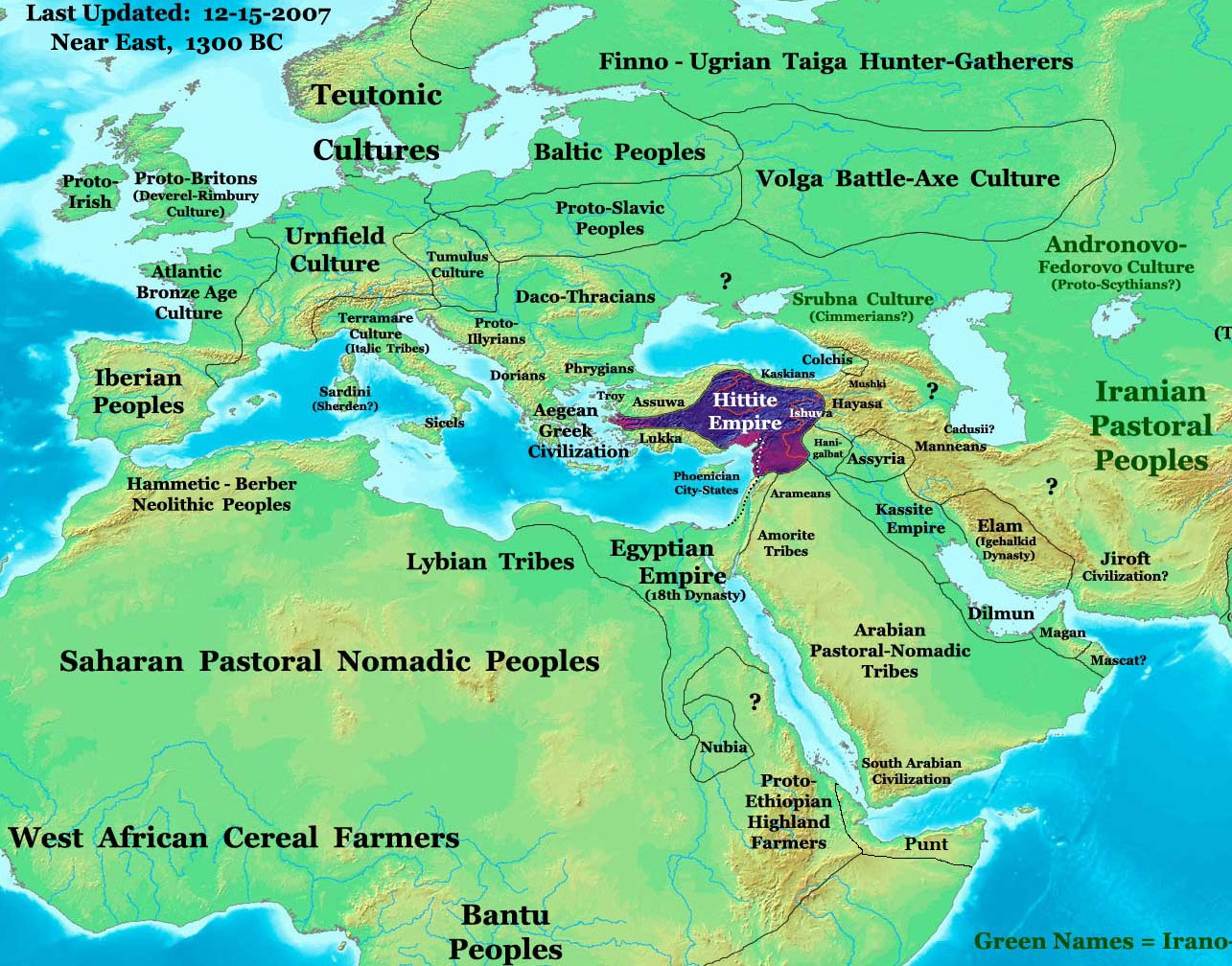
Хетське царство

Подія надзвичайно важлива для визначення точного датування хронології стародавнього Близького Сходу. В анналах царя Мурсілі II вказується про «чудо Сонця» на десятий рік правління царя. Знамення з'явилося якраз перед тим, як Мурсілі збирався виступити в похід проти країни Хайаса в північній Анатолії.
Немає точної впевненості в даті затемнення. Пропонуються дві можливі дати: 13 квітня 1308 до н. е. Або 24 червня 1312 до н. е. Остання версія підтримується більшістю хеттологів, зокрема Тревором Брайсом (Trevor R. Bryce), тоді як Пол Астра (швед. Paul Åström) схиляється до першої дати — 1308 рік.
Затемнення 1312 до н. е. можна було спостерігати в північній Анатолії до полудня. Воно було повним і могло справити велике враження на Мурсілі та його підданих. На противагу йому, затемнення 1308 до н. е. було кільцеподібним; на території Хетського царства воно було частковим, і його можна було спостерігати рано вранці. Виходячи з цього, подія була менш ефектною, а отже, ймовірність згадки в хетських документах затемнення 1312 р. більше. Якщо це так, то Мурсілі II зійшов на трон у 1322 або 1321 до н. е.
Пропонуються також датування 8 січня 1340 до н. е., 13 березня 1335 до н. е. Та 17 жовтня 1328 до н. е. Датування 1335 роком до н. е. в хеттології підтримується Дар'єю Громовою, Оскільки це узгоджується з останнім коригуванням середньої хронології хетто-єгипетських відносин Джаредом Міллером.
Однак, на думку Олександра Немировського, це знамення не обов'язково вказує на якесь сонячне затемнення, бо знамення в тексті KUB XIV 4 описується царем зі слів тавананни, прямо не пов'язується із сонячним диском, і цілком може бути гало, польотом птаха або іншим оракулом. Тому власне існування «затемнення Мурсілі» знаходиться під питанням.